# Draft NFL 1943
Il Draft NFL 1943 si è tenuto l'8 aprile 1943 alla Palmer House di Chicago.

## Primo giro
|  | = Hall of Famer |

| Scelta | Squadra             | Giocatore        | Ruolo        | College        |
| ------ | ------------------- | ---------------- | ------------ | -------------- |
| 1      | Detroit Lions       | Frank Sinkwich   | Running back | Georgia        |
| 2      | Philadelphia Eagles | Joe Muha         | Fullback     | VMI            |
| 3      | Chicago Cardinals   | Glenn Dobbs      | Tailback     | Tulsa          |
| 4      | Brooklyn Dodgers    | Paul Governali   | Quarterback  | Columbia       |
| 5      | Cleveland Rams      | Mike Holovak     | Fullback     | Boston College |
| 6      | New York Giants     | Steve Filipowicz | Fullback     | Fordham        |
| 7      | Pittsburgh Steelers | Bill Daley       | Fullback     | Minnesota      |
| 8      | Green Bay Packers   | Dick Wildung     | Tackle       | Minnesota      |
| 9      | Chicago Bears       | Bob Steuber      | Halfback     | Missouri       |
| 10     | Washington Redskins | Jack Jenkins     | Fullback     | Vanderbilt     |

## Hall of Fame
All'annata 2014, nessun giocatore dell'annata del 1943 è stato inserito nella Pro Football Hall of Fame: